# Druga młodość
Druga młodość – polski dramat filmowy z 1938 roku. Scenariusz filmu powstał na motywach dramatu Henry'ego Bataille'a Maman Colibri.

## Treść
Irena Mohort, jest mężatką, która czuje się zagubiona i samotna w swoim związku. Pewnego dnia poznaje Jerzego, kolegę swojego dorosłego syna Ryszarda. Jerzy zakochuje się w niej biorąc ją początkowo za siostrę Ryszarda. Ona ulega mu. Wkrótce opuszcza rodzinę i wraz z kochankiem wyjeżdża do Zakopanego. Jednakże tam Jerzy zakochuje się w młodej dziewczynie – Tamarze.

## Główne role
- Witold Zacharewicz - Jerzy Olędzki
- Maria Gorczyńska - Irena Mohort
- Kazimierz Junosza-Stępowski - Ludwik, mąż Ireny
- Mieczysław Cybulski - Ryszard, syn Mohortów
- Włodzimierz Łoziński - Paweł, syn Mohortów
- Stanisława Wysocka - Babka Jerzego
- Michał Znicz - Lokaj Klaudiusz
- Mieczysława Ćwiklińska - Matka Janiny
- Elżbieta Kryńska - Janina
- Tamara Wiszniewska - Tamara Korska
- Wanda Jarszewska - matka Tamary
- Paweł Owerłło - ojciec Tamary
- Stefan Hnydziński - lokaj
- Henryk Małkowski - profesor